# 織田貞輝
織田 貞輝（おだ さだてる）は、江戸時代前期の旗本。通称は喜内、藤九郎。

## 略歴
高家旗本織田貞置の四男として誕生した。
延宝6年（1678年）3月29日小姓組に加えられる。延宝8年（1680年）3月26日、蔵米300俵を与えられる。
元禄元年（1688年）11月21日、死去。子女はおらず、養子の長喬が家督を相続した。

## 系譜
子女はいない
- 父：織田貞置
- 母：織田長政[1]の次女
- 正室：藤懸永成[2]娘
- 養子
  - 男子：織田長喬 - 織田長政の三男